# Nebušice
Nebušice (německy Nebuschitz) jsou městská čtvrť a katastrální území, a od 24. listopadu 1990 pod názvem Praha-Nebušice také městská část na severozápadě hlavního města Prahy, o rozloze 368,07 ha. Je zde evidováno 59 ulic a 859 adres.

## Historický přehled
První zmínka o vsi Nebušice je z roku 1273 a je uvedená v konfirmaci papeže Řehoře X. pro klášter premonstrátů na Strahově. Ve středověku byla tehdejší obec hlavně usedlostí vinařů, podobně jako například Dejvice. Nebušice spolu s okolními vsemi tvořily hospodářský celek panství strahovského kláštera se střediskem v Horoměřicích, který trval až do roku 1848. Nebušice (podobně jako Dejvice), byly od 15. století ovlivněny rozvojem vinařství. V Nebušicích se kolem poloviny 17. století připomínají tyto viniční usedlosti: Beránka, Malá Beránka, Špendlikářka, Kuliška, Meskomynka, Mečířka, později Jenerálka, Rohovnička, Truhlářka, Gabrielka, Velká a Malá Pachmanka. Roku 1854 k Nebušicím patřily už jen vinice Malá a Velká Pachmanka, usedlosti Šubrtka, Gabrielka, Truhlářka a Černý jehněčí dvůr. I zde je tedy, stejně jako v Dejvicích, patrný pokles počtu usedlostí již v 19. století. K Praze byla dosud samostatná obec Nebušice připojena roku 1968 jako součást městského obvodu Praha 6, přičemž zde nadále zůstal zachován místní národní výbor. Roku 1990 zde pak vznikla moderní samosprávná městská část Praha-Nebušice a místní národní výbor se přeměnil v úřad městské části. Ve 20. století se Praha-Nebušice začala rozrůstat díky autobusovému spojení, vyrostla tu celá řada rodinných domků a vilek.
Na počátku 21. století probíhá rychlý rozvoj Nebušic, zejména v jejich východní částí (byť nová výstavba se začíná objevovat také i na okraji západním). Městská část tak zažívá podobný rozvoj, jako některé obce kolem metropole (například Jesenice, Hostivice, či Zeleneč), tj. výstavbou tzv. satelitních měst (zde Malá Šárka). V roce 1996 zde také byla otevřena International School of Prague.

## Pamětihodnosti
- Kostel sv. Cyrila a Metoděje, pseudorománská bazilika z let 1885–1886
- Venkovská usedlost - náměstí Padlých čp. 1. Usedlost z 18. století byla přestavěna v 19. století.
- Lípa velkolistá na náměstí Padlých
- bývalý morový hřbitov, založený premonstráty při epidemii moru v roce 1680, později proměněný na farní.

## Fotogalerie

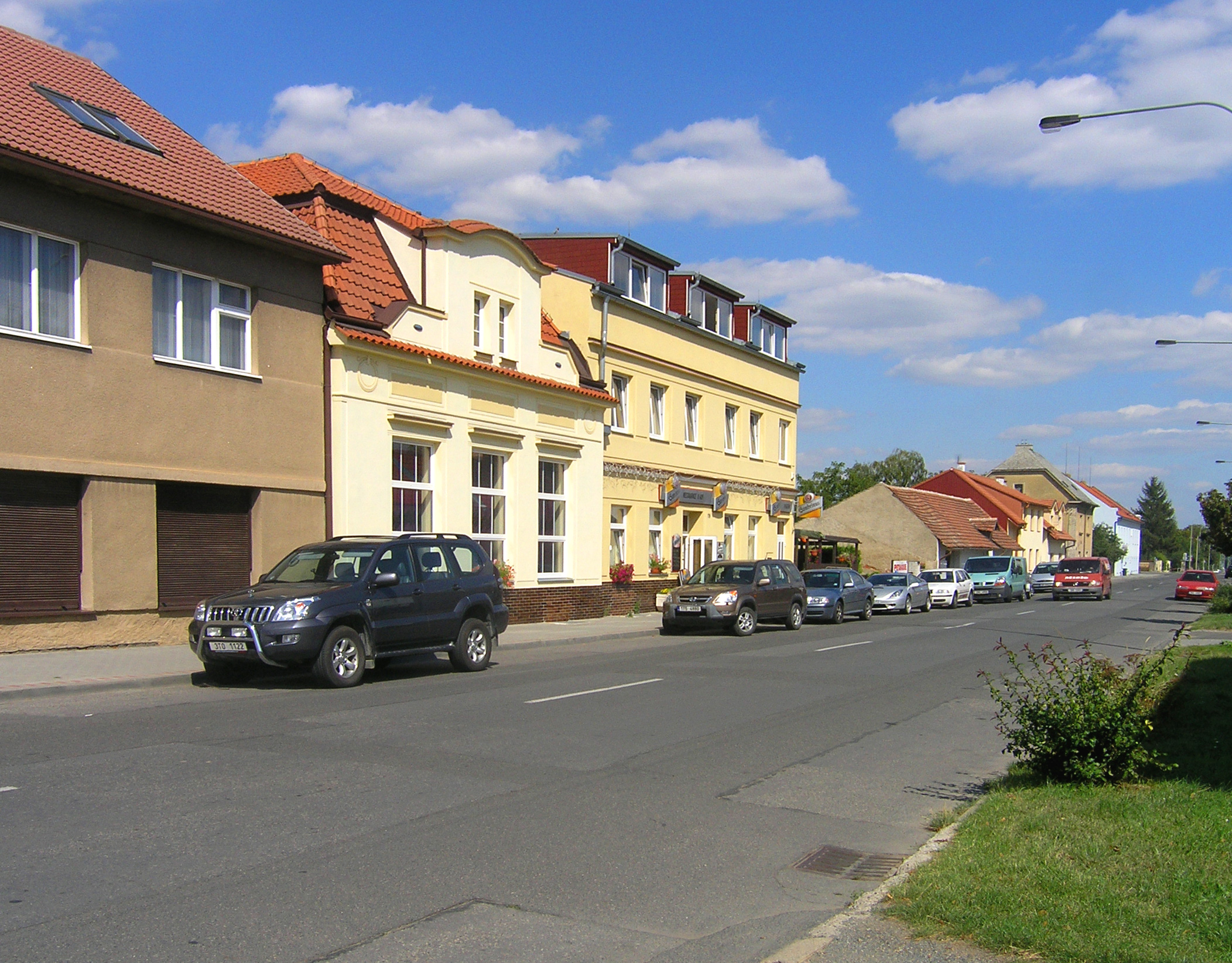
Nebušická ulice
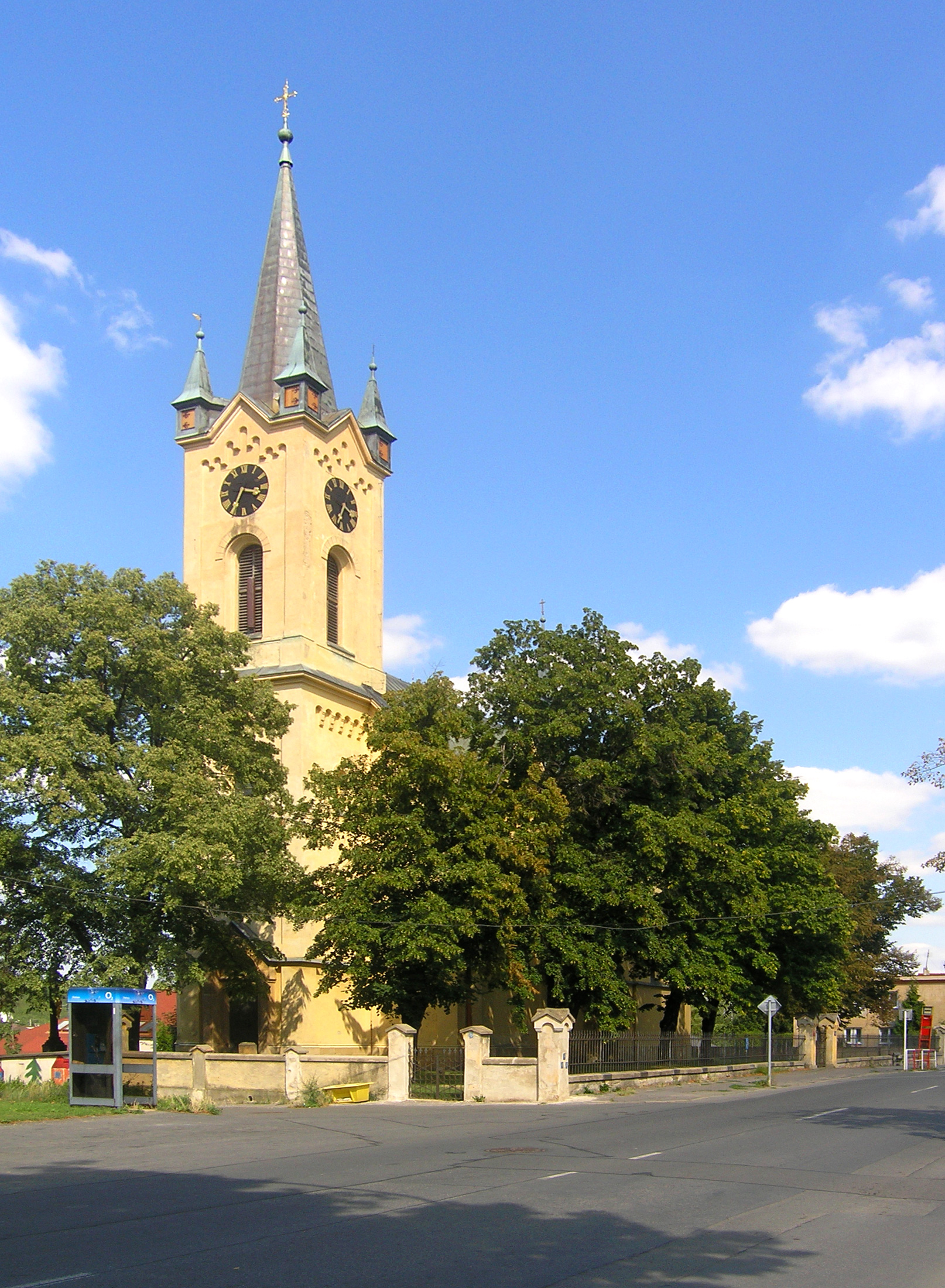
Kostel sv. Cyrila a Metoděje